# Alexander McAulay
Alexander McAulay (Bath, 9 dicembre 1863 – 6 luglio 1931) è stato un matematico e fisico britannico, primo docente di Matematica e Fisica all'Università della Tasmania.
Propose la teoria dei quaternioni duali, che egli chiamò anche ottonioni o biquaternioni di Clifford, essendo quest'ente matematico definito come un'algebra isomorfa a quella di Clifford su una spazio quadratico degenere. Anche il fratello Francis McAulay, residente in Inghilterra, diede il suo contributo alla teoria degli anelli.

## Biografia
Frequentò la Kingswood di Bath, la più antica scuola di fede metodista al mondo, fondata direttamente da John Wesley nel 1748. Proseguì al Caius College dell'Università di Cambridge, nel quale venne a conoscenza dell'algebra dei quaternioni. 
Dopo la sua prima pubblicazione dal titolo "Some general theorems in quaternion integration" (Alcuni teoremi generali per l'integrazione dei quaternioni) nel 1883, si laureò tre anni dopo, iniziando ad occuparsi della qualità della didattica all'epoca in vigore per lo studio di tale disciplina. Con l'articolo "Establishment of the fundamental properties of quaternions" (Fondazione delle proprietà fondamentali dei quaternioni) suggerì alcuni miglioramenti ai libri di testo esistenti, cui aggiunse un paper più tecnico riguardo all'integrazione dei quaternioni, dal titolo "The transformation of multiple surface integrals into multiple line integrals" (La trasformazione degli integrali multipli di superficie in integrali multipli di linea).
Dal 1893 al 1895 fu lettore all'Università di Melbourne, in Australia. La corrispondenza di quegli anni rivelò il suo sforzo per ottenere l'inserimento dei quaternioni nella fisica insegnata nelle scuole, obbiettivo per il quale pubblicò Utility of Quaternions in Physics (Utilità dei quaternioni in fisica), recensito positivamente dal matematico A.S. Hathaway  e dal fisico Peter Guthrie Tait.
Insegnò Fisica all'Università della Tasmania dal 1896 al 1929, quando  il figlio Alexander Leicester McAulay gli succedette nell'incarico per i successivi trent'anni.
Sviluppando i risultati teorici di William Kingdon Clifford (membro della Metaphysical Society), che aveva esteso i quaternioni ai quaternioni duali, McAulay studiò questi numeri ipercomplessi,  enel 1898 pubblicò Octonions: a Development of Clifford's Biquaternions (Gli ottonioni: un'estensione dei biquaternioni di Clifford), edito dalla Cambridge University Press.
McAulay morì il 6 luglio 1931. L'Università della Tasmania ha commemorato i contributi di McAulay con una sessione invernale di lezioni pubbliche.

## Opere
- (EN) Utility of Quaternions in Physics (PDF), su Progetto Gutenberg, 1893.
- (EN) https://archive.org/details/octonionsdevelop00mcaurich, Octonions: a development of Clifford's Biquaternions, su Internet Archive, 1898.
- Notes on the Electromagnetic Theory of Light, in Philosophical Magazine, 49, n. 5, 1900,  pp. pp. 228-242, OCLC 78155392. (in relazione al lavoro di Josiah Williard Gibbs)